# 穆卡達薩·阿赫瑪扎伊
穆卡達薩·阿赫瑪扎伊（英語：Muqadasa Ahmadzai，1993年—）是一位阿富汗社會運動家、政治家和詩人，曾參加 2018 年阿富汗議會選舉。她是 N-Peace 獎得主，並被評為 2021 年 BBC 巾帼百名。

## 生平
2017年，阿赫瑪扎伊24歲。阿赫瑪扎伊是一位來自阿富汗 Nangarhar 的社會倡議人士和詩人。一開始，她的家人反對她的活動，當他們發現她的活動時，她受到體罰。十幾歲時，她出版了一本詩集，她叔叔的讚賞改變了她的家人對她作品的看法。
身為阿富汗青年議會前成員兼副議長，在新冠病毒大流行期間，她致力於支持婦女和社區反對虛假資訊。她是阿富汗國家青年委員會的創始人之一。作為阿富汗和巴基斯坦和平對話的一部分，她代表了阿富汗婦女的聲音。她和其他婦女一起在賈拉拉巴德發起了一場帶有女權訊息的壁畫運動。她還建立了一個由 400 名婦女組成的網絡，這些婦女走遍全國，包括進入當時由塔利班控制的地區，接觸家庭暴力的倖存者。她是 Kor 協會的創始人兼董事，該協會旨在提高阿富汗婦女權利的認識。
2018 年，她競選阿富汗國會議員。

## 獎項
阿赫瑪扎伊曾經由聯合國開發計劃署獲頒 N-Peace Award，並被 BBC 選為 2021 年的巾帼百名之一。